# 더티 해리 (등장인물)
해럴드 프랜시스 "더티 해리" 캘러핸(Harold Francis "Dirty Harry" Callahan) 경위(1930년 10월 3일 출생)는 더티 해리(1971), 더티 해리 2 - 이것이 법이다(1973), 더티 해리 3 - 집행자(1976), 써든 임팩트(1983), 더티 해리 5 - 추적자(1988)로 구성된 더티 해리 영화 시리즈의 가공 인물이자 주인공이다. 클린트 이스트우드가 각 영화에서 캘러핸 역을 맡았다.
캘러핸은 데뷔부터 새로운 유형의 영화 경찰의 전형이 되었다. 그는 특히 무능하고 무능한 관료 체제로 인해 법이 제대로 작동하지 않을 때, 자신의 정의에 대한 비전을 추구하기 위해 직업의 경계를 허물기를 주저하지 않는 반영웅이다.
더티 해리 시리즈의 모든 작품에서 캘러핸은 주로 총격전에서 범죄자를 살해한다. 무장 대치 상황에서 그가 내뱉는 말들은 "어서, 내 하루를 만들어줘"와 "[...] 한 가지 질문을 스스로에게 던져야 한다. '내가 운이 좋다고 생각하는가?' "음, 너 펑크야?"는 상징적인 작품이 되었다. 1971년작이 권위주의적인 분위기를 풍긴다는 비판을 받자, 후속작들은 해리를 더 폭넓은 이념적 스펙트럼의 악당들과 맞서게 함으로써 균형을 맞추려 했다. 특히 1973년작 더티 해리 2 - 이것이 법이다에서 해리는 자신의 자경주의가 "지나치게" 된 후, 그와 유사한 자경주의에 맞서 싸우는 모습을 보여준다.